# Anna Irwin Young
Pour les articles homonymes, voir Young.
Anna Irwin Young (1873 - 1920) est une professeure américaine de mathématiques, de physique et d'astronomie. En 1916, elle est membre fondatrice de la Mathematical Association of America.

## Biographie
Anna Young naît dans ce qui est aujourd'hui Chicago Heights, Illinois, le 25 novembre 1873. Elle est la fille du révérend Samuel Young d'Irlande, et d'Eliza Caskey Young.

### Premières années
Elle fréquente le Westminster College en 1892 et l'année suivante, elle commence ses études à l'Agnes Scott Institute (aujourd'hui le Agnes Scott College), à Decatur, en Géorgie, où elle termine son travail initial en 1895. Elle poursuit ensuite ses études et obtenu son A.B. en 1898, et elle est la bibliothécaire de l'institut de 1898 à 1902. Elle donne également des cours d'été à l'université de Chicago en 1898 et 1901,.

### Années d'enseignement
En 1897, comme c'est la coutume à l'époque, Anna Young commence sa carrière d'enseignante en tant que chargée de cours à Agnes Scott avant même d'avoir obtenu son diplôme de bachelor. L'année suivante, elle est nommée au département de mathématiques. Selon McNair, « lorsqu'Agnes Scott est devenue un collège en 1905-1906, [Anna Young] continue à faire partie du corps professoral du collège, cependant, estimant qu'elle devait avoir un diplôme, elle suit les cours requis et obtient son B.A. en 1910 » (selon une autre source, elle obtient son A.B. en 1898).
De 1910 jusqu'à son décès soudain en 1920, elle est professeure de mathématiques, de physique et d'astronomie à Agnes Scott. Elle donne également des cours d'été à l'université de Géorgie,.
En 1914, Anna Young prend un congé pour obtenir une maîtrise en éducation à l'université Columbia de New York,.
Selon McNair, elle est connue comme une enseignante exceptionnelle. L'un des récits est celui d'une élève de terminale qui a échoué à plusieurs reprises en trigonométrie « jusqu'au jour où elle a le dernier examen qu'elle pouvait passer sur ce sujet. Elle avait tellement étudié et avait tellement peur que, dans la lumière éblouissante de la classe et au son des battements de son propre cœur, elle oublia tout ce qu'elle savait et n'essaya pas de résoudre certains problèmes. Ce soir-là, on l'fait venir et elle est allée dans la chambre de Mlle Anna Young. Maintenant, dit Mlle Anna Young avec douceur et fermeté, je sais que tu sais tout cela et je sais que tu peux résoudre ces problèmes. Assieds-toi sur cette chaise et travaille dessus ». Et là, dans le calme, elle les travaille. Et ainsi, elle a réussi.
Elle est une membre fondatrice de l'association des anciens élèves de l'école et très active dans la vie du campus jusqu'à sa mort.

### Mort soudaine
Lors d'un voyage en 1920 à Pittsburgh, en Pennsylvanie, pour rendre visite à des parents, Anna Young contracte une pneumonie et décède à 46 ans le 3 septembre. Elle est enterrée au cimetière de Westview, à Atlanta, en Géorgie.
Lors de ses funérailles, le président d'Agnes Scott, Frank Henry Gaines, déclare : « Il serait difficile de trouver une femme plus vraie, un personnage plus fin, une chrétienne plus dévouée, un membre plus utile de la communauté de l'université ». Les étudiants de la promotion 1920, le dernier groupe à être diplômé du vivant de Anna Young, lui dédient leur annuaire universitaire en ces termes : « A elle dont le dévouement loyal a toujours été une source d'inspiration dans notre vie universitaire ».
En 1923, un nouveau bâtiment du campus d'Agnes Scott est baptisé Anna Young Alumnae House, en mémoire du professeur.

## Affiliations
Anna Irwin Young est une membre fondatrice de la Mathematical Association of America (en 1916). Elle est nommée membre de l'Association américaine pour l'avancement des sciences en 1907.